# Continental Airlines
Continental Airlines byla významná americká letecká společnost. Společnost vznikla v roce 1934, první let se konal o tři roky později, zanikla 3. března 2012 sloučením se se společností United Airlines. Continental měla sídla na letiších v Clevelandu, mezinárodním letišti George Bushe (Houston) a v newyorském Newark Liberty International Airport. Sídlo společnosti se nacházelo Chicagu. Společnost před sloučením provozovala 346 letounů, přičemž létala do 140 destinací do celkem 39 zemí.

### Související články

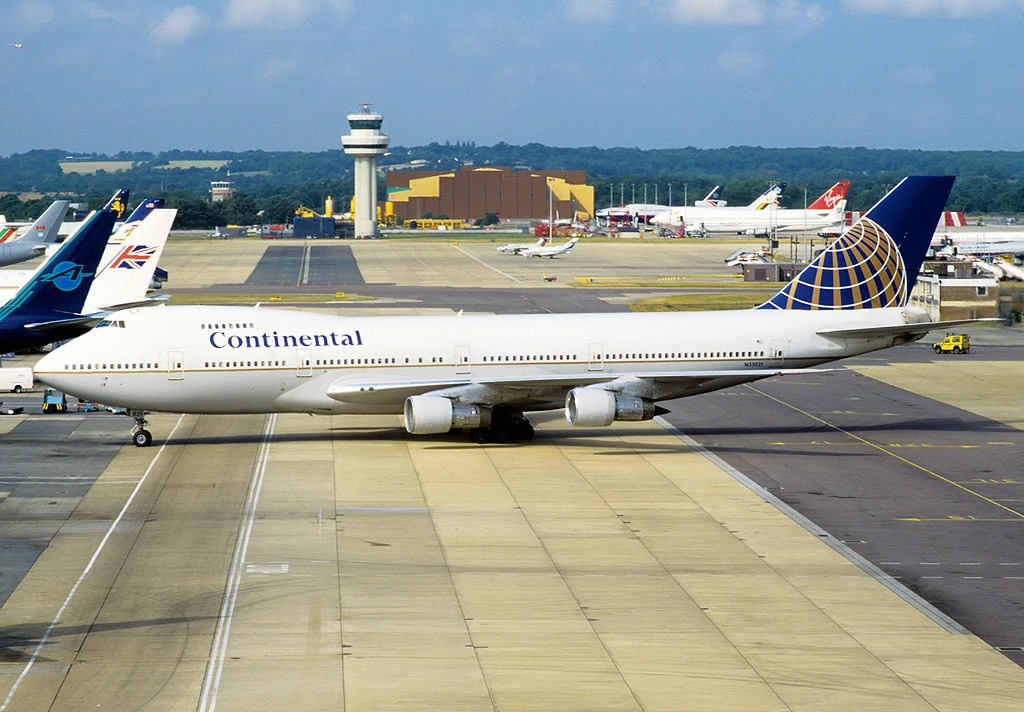
Boeing 747-243B Continental Airlines, rok 1994